# El 5 de Talleres
El 5 de Talleres es una película argentina en coproducción con Uruguay, Alemania, Holanda y Francia. Fue escrita y dirigida por Adrián Biniez, y protagonizada por Esteban Lamothe y Julieta Zylberberg. La película hizo su estreno en las salas argentinas el 26 de marzo de 2015.

## Sinopsis
Patón Bonassiolle, capitán y mediocampista del Club Atlético Talleres (Remedios de Escalada), se da cuenta de que su carrera como futbolista ha llegado a su fin. Jugó toda su vida para el club, sin lograr fama ni fortuna.
A los 35 años, deberá apoyarse en su mujer Ale para buscar un nuevo rumbo en su vida. Patón tendrá que lidiar con el fin de su carrera y con el adiós a la juventud para encontrar la salida del laberinto.

## Reparto
- Esteban Lamothe …Patón
- Julieta Zylberberg …Ale
- César Bordón …Mariano
- Néstor Guzzini …Hugo Donato
- Matías Castelli …Bessasso
- Alfonso Tort …El Negro Iono
- Luis Martínez …Tincho
- Mariano Sayavedra …Dani
- Marcelo Furchi …Psicólogo
- Cristian Wetzel …Maxi Callizo
- Christian Fresta …Hincha que putea
- Silvina Sabater …Hilda
- Luciana Lifschitz …Mujer colorada
- Paula Guía …Mujer rubia

## Premios y nominaciones
- Premio a mejor director en el Festival Internacional de Cine de Mar del Plata.[3]

### Premios Cóndor de Plata
La 64.ª edición de los Premios Cóndor de Plata se llevará a cabo en junio de 2016.
| Año  | Categoría   | Nominado        | Resultado |
| ---- | ----------- | --------------- | --------- |
| 2016 | Mejor actor | Esteban Lamothe | Nominado  |

### Otras nominaciones
- Seleccionado para competir al premio a mejor película en el Festival de Cine Internacional de Zúrich de 2014.

## Fechas de estreno
| Fechas de estreno (Fuente: IMDb) |             |      |
| País                             | Fecha       | Año  |
| Argentina                        | 26 de marzo | 2015 |
| Uruguay                          | 9 de abril  | 2015 |
| Rusia                            | 23 de abril | 2015 |